# Damarchus cavernicola
Damarchus cavernicola là một loài nhện trong họ Nemesiidae.
Damarchus cavernicola được miêu tả năm 1924 bởi Abraham.